# Château de Montferrand (Lagnieu)
Pour les articles homonymes, voir Château de Montferrand.
Le château de Montferrand est une ancienne maison forte de la fin du XIVe siècle qui se dresse sur la commune de Lagnieu dans le département de l'Ain en région Auvergne-Rhône-Alpes.
Le château fait l’objet d’une inscription au titre des monuments historiques par arrêté du 28 décembre 1990.

## Situation
Le château de Montferrand est situé dans le département français de l'Ain sur la commune de Lagnieu.

## Histoire
Une tour des fortifications du bourg pourrait être à la base du château construit par Aynard de Montferrand.
La maison forte est bâtie par Claude de Montferrand, premier du nom, par concession d'Amédée IX, comte de Savoie, en date du 11 mai 1471, avec attribution de plusieurs beaux droits.
À la Révolution, l'édifice est vendu comme bien national, et divisé en lots. Les tours sont arasées et l'intérieur du château subit alors d'importantes modifications. La toiture, fragilisée, est remplacée en 1974 par une dalle de béton armé recouverte de tôle.

## Description
Le château est aujourd'hui divisé en plusieurs lots, dont certains sont habités. 
Le premier étage conserve deux cheminées gothiques. Des fenêtres à coussièges, des volets du XVIIe siècle et des plafonds à la française peuvent également être observés.

### Peintures murales
Le château de Montferrand est remarquable par la présence en ses murs de peintures murales, datées de la deuxième moitié du XVIe siècle, dont l'auteur est inconnu mais qui d'après la conservation des monuments historiques relatent le mariage en 1468 du duc de Bourgogne Charles le Téméraire avec Marguerite d’York, sa troisième épouse, sœur des rois d'Angleterre Édouard IV et Richard III. Il est probable que des membres de la famille de Montferrand aient été conviés à cette noce tenue à Bruges.
Suite à des sondages effectués après le rachat de cette partie de l'édifice par la municipalité, une restauratrice d'art a été missionnée pour restaurer les peintures. Cette opération s'est achevée en 2017.
La salle est accessible au public lors de visites régulièrement organisées par la commune.